# دة زيرة
دة زيرة هي قرية في مقاطعة كاشان، إيران. يقدر عدد سكانها بـ 128 نسمة بحسب إحصاء 2016.